# Ledebouria confusa
Ledebouria confusa är en sparrisväxtart som beskrevs av Stephanus Venter. Ledebouria confusa ingår i släktet Ledebouria och familjen sparrisväxter. Inga underarter finns listade i Catalogue of Life.